# Toru Sano
Toru Sano (佐野 達, Sano Toru, Shizuoka, 15 november 1963) is een Japans voormalig voetballer die als verdediger speelde.

## Clubcarrière
In 1982 ging Sano naar de Hosei University, waar hij in het schoolteam voetbalde. Nadat hij in 1986 afstudeerde, ging Sano spelen voor Nissan Motors, de voorloper van Yokohama Marinos. Met deze club werd hij in 1988/89 en 1989/90 kampioen van Japan. Sano veroverde er in 1988, 1989 en 1990 de JSL Cup en in 1988, 1989, 1991 en 1992 de Beker van de keizer. In 7 jaar speelde hij er 79 competitiewedstrijden en scoorde 1 goal. Sano beëindigde zijn spelersloopbaan in 1992.

## Japans voetbalelftal
Toru Sano debuteerde in 1988 in het Japans nationaal elftal en speelde 9 interlands.

## Statistieken
| Japans voetbalelftal | Japans voetbalelftal | Japans voetbalelftal |
| Jaar                 | Wed.                 | Dlp.                 |
| -------------------- | -------------------- | -------------------- |
| 1988                 | 5                    | 0                    |
| 1989                 | 1                    | 0                    |
| 1990                 | 3                    | 0                    |
| Totaal               | 9                    | 0                    |